# Fennek
Fennek (вимова (нід.)) — бойова розвідувальна машина спільної розробки підприємств Німеччини та Нідерландів. До 2015 повинна замінити у Бундесвері БРМ SpPz 2 Luchs.

## Історія
Машина розроблена німецькою фірмою Krauss-Maffei Wegmann та нідерландськими SP Aerospace та Vehicle Systems BV. Розрахована на екіпаж з 3-х осіб. Перший прототип бронеавтомобіля представили в 2000 році. Серійне виробництво розпочалося з 2001 року.

## Дозорно-розвідувальне обладнання
На додаток до системи обробки даних (нім. Datenverarbeitungsanlage; DV-Anlage) дозорно-розвідувальні засоби складаються з таких систем.

### Прилади розвідки та спостереження

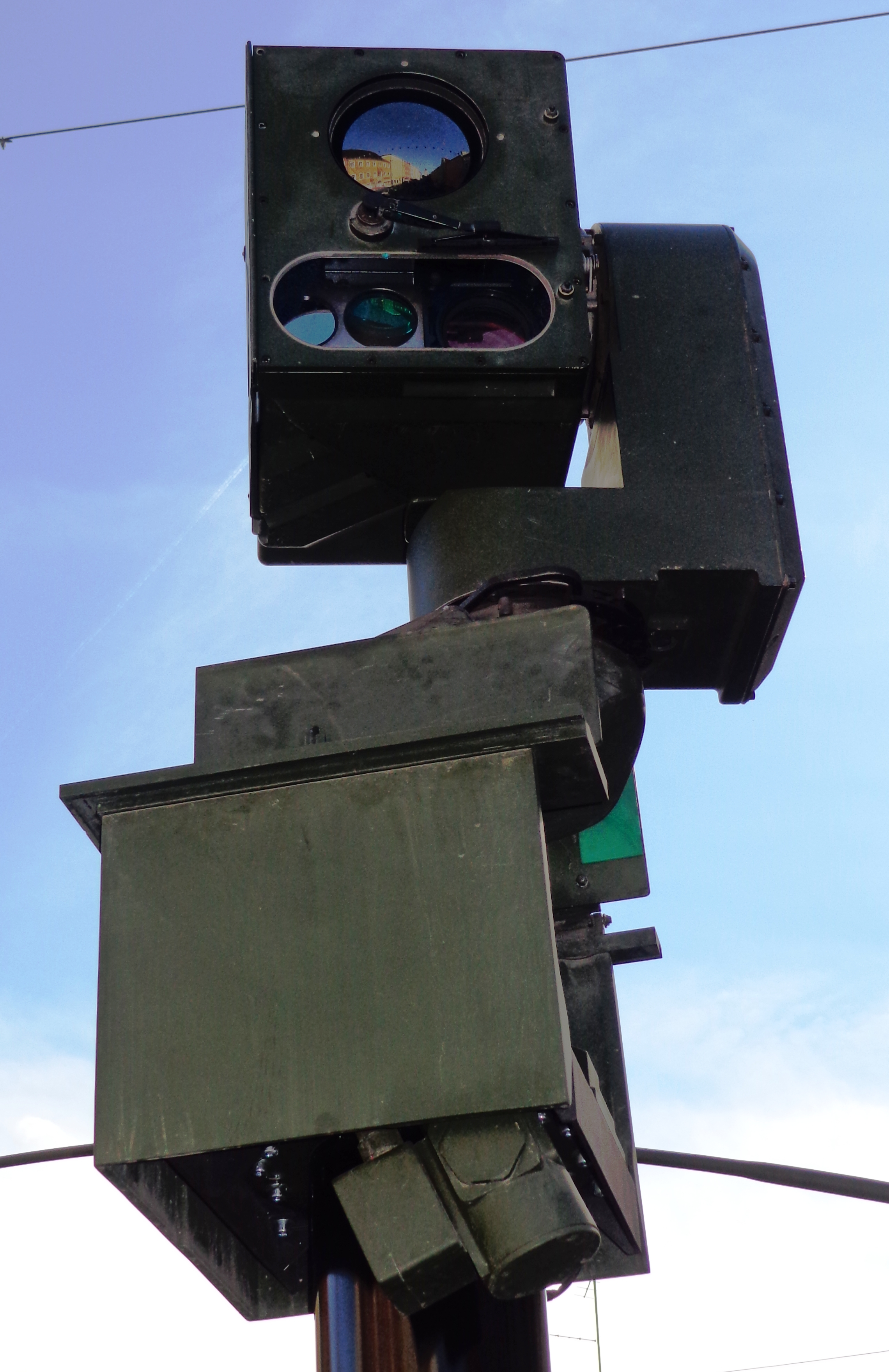
Модуль з оптоелектронними приладами

До особливостей розвідувально-дозорної машини Фенек належить створений підприємством Rheinmetall Defence Electronics комплекс оптоелектронних сенсорів (C⁴ISR). Він складається з таких трьох основних модулів:
- тепловізор Ophelios
- безпечний для очей лазерний далекомір Molem
- чорно-біла ПЗС-камера, що працює у видимій частині спектру

Три датчики зібрані в єдиний модуль, встановлений у поворотну платформу на висувній щоглі заввишки до 1,5 м (разом з машиною: 3.29 м) виробництва фірми GEROH. Спеціально спроектована телескопічна щогла забезпечує стійкість до коливань, що необхідно для стабільної роботи датчиків. Датчики можуть працювати і при повністю складеній щоглі. Як датчиками, так і платформою, на яку вони встановлені, можливо керувати з місця командира екіпажу та спостерігача. Ціль типу «гелікоптер» може бути виявлена на відстані до 10 км, а ідентифікована — до 2 км. Платформа, на яку встановлений модуль з датчиками, може обертатись в горизонтальній площині, так і змінювати кут підйому. Передане зображення з тепловізора або камери спостереження надходить на монітор, який спеціально налаштований, аби зменшити втому спостерігача від тривалого перегляду.
Також щогла з датчиками може бути встановлена на спеціальному штативі на відстані до 40 метрів від машини. Це розширює можливості з приховування щогли з давачами за різними перешкодами. Наприклад, в умовах щільної забудови, коли можливості для пересування машини можуть бути сильно обмежені.

### Сенсор реєстрації та ідентифікації коливань землі
До складу розвідувальних систем входить також комплект наземних сенсорів BOSA. В нього входять магнітний, акустичний, оптичний сенори та датчик коливань (вібрацій) землі, які приховано встановлюють неподалік ділянок, за якими слід здійснювати спостереження. Дальність виявлення об'єктів становить 1 — 10 м.
Ці сенсори використовують для спостереженнями за дорогами, стежками, або важливими ділянками місцевості. Вони виявляють транспортні засоби та повідомляють їхню кількість, швидкість та напрям руху. Також вони здатні ідентифікувати основні типи бойових і допоміжних машин. Отримана інформація може бути передана по радіоканалу на відстань до 10 км. Час автономної роботи комплекту до 9 діб з видачею до 2000 звітів про виявлені об'єкти.
Вага комплекту BOSA сягає 15 кг. Його розгортання здійснюється двома солдатами за 15 хв.

### Міні-БПЛА Аладін
Крім того, екіпаж машини має у розпорядженні малий БПЛА Аладін для розвідки з повітря. Літальний апарат запускає оператор з руки. Дальність польоту апарату — до 6000 метрів. Аладін здійснює політ та приземлення автономно за наперед визначеним маршрутом за допомогою встановлених на борт приладів GPS.

## Оператори
Бронеавтомобіль «Fennek» перебуває на озброєнні двох армій — Королівської нідерландської армії в кількості 410 одиниць та німецькій, котра замовила 202 одиниці. В тому числі на озброєнні вищезгаданих армій є варіанти озброєні протитанковими керованими ракетами.
Постачання першого замовлення було завершено в 2008 році. У 2007 році Німеччина замовила додаткову партію із 10 машин.
«Fennek» виконує роль одного з основних броньованих розвідувальних засобів в німецькій армії і основного — в нідерландській. Ці країни також використовували бронеавтомобілі даного типу в бойових діях в Афганістані.

### Україна
В лютому 2023 року були помічені в Україні. Кількість та комплектація широкому загалу не відомі. Уряд Німеччини повідомляв про передачу п'яти розвідувальних машин, але без указання назви. Невідому кількість Fennek передали Нідерланди.

## Галерея

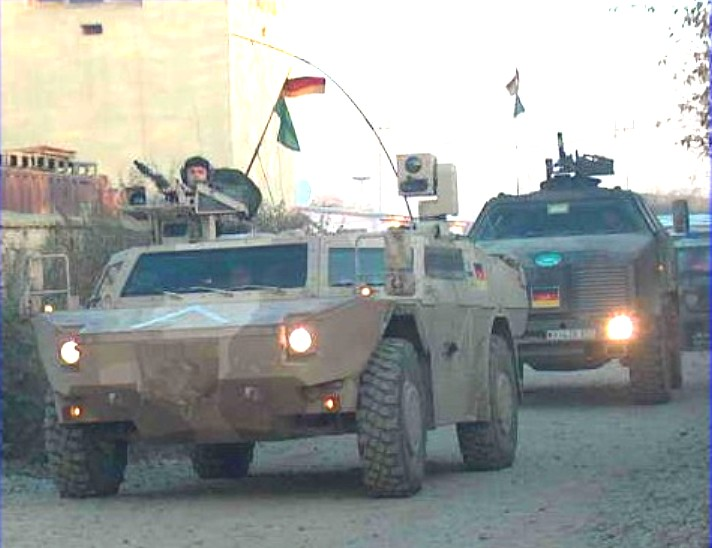
Fennek і ATF Dingo в німецькій армії (Афганістан)
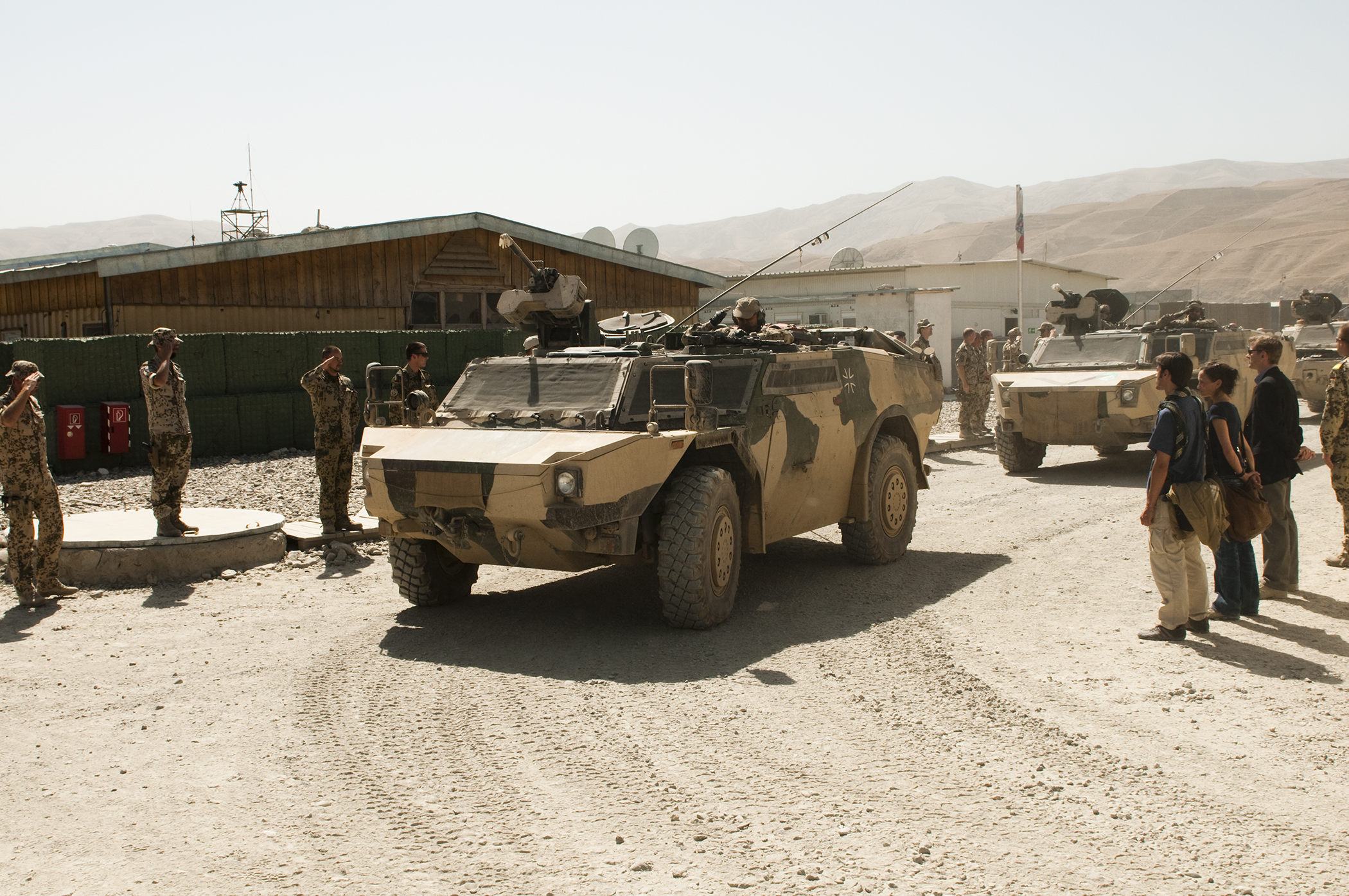
Fennek в Афганістані
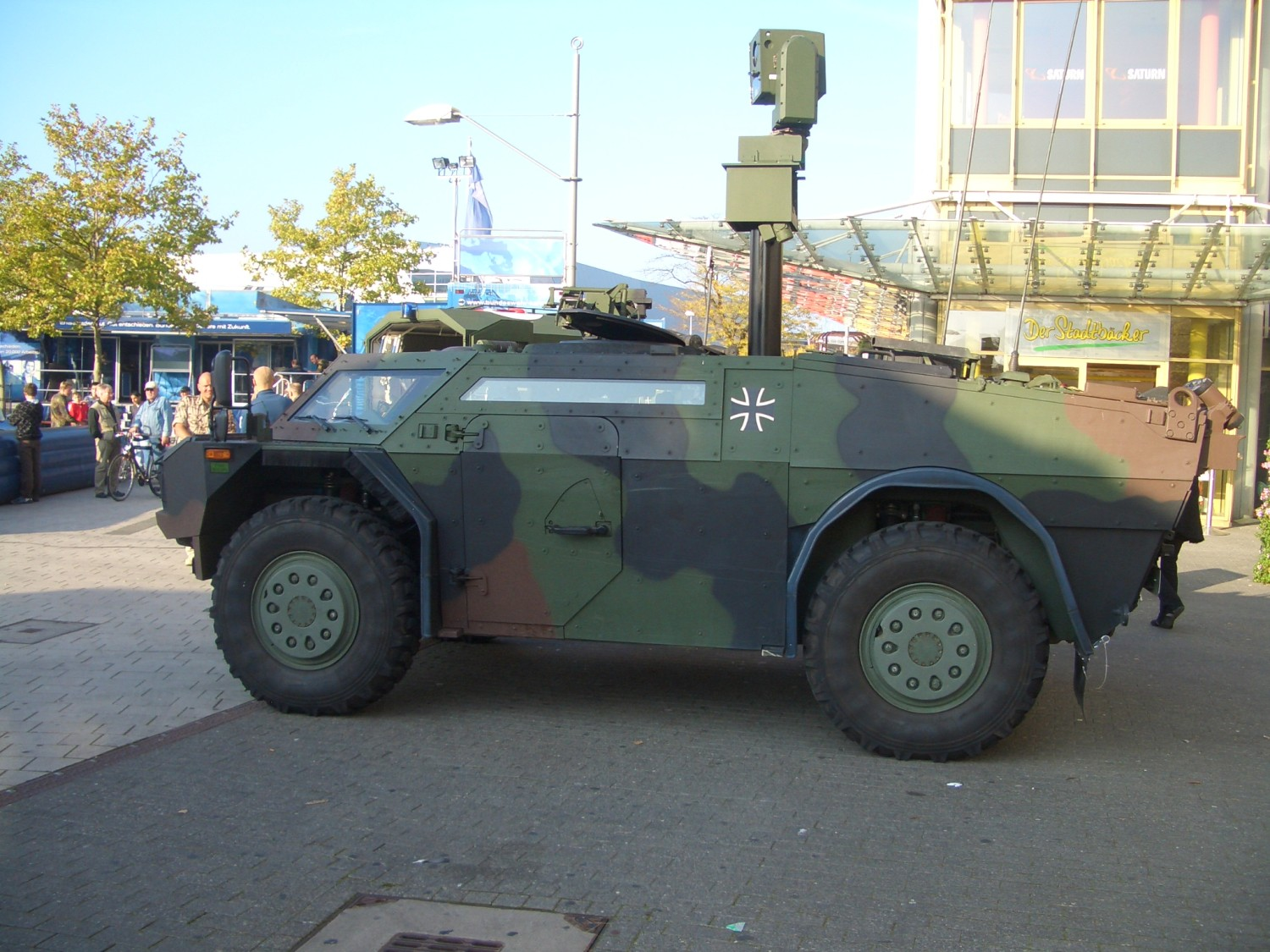
Fennek
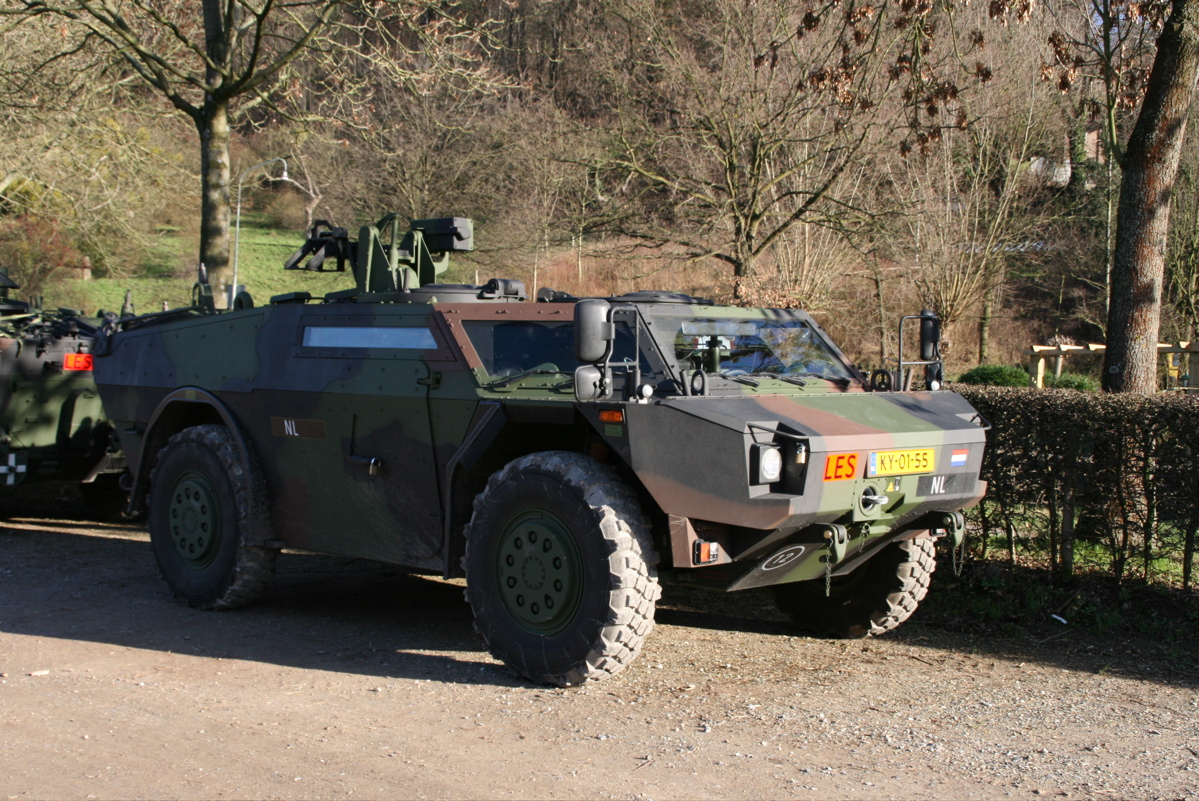
Fennek в Королівській армії Нідерландів
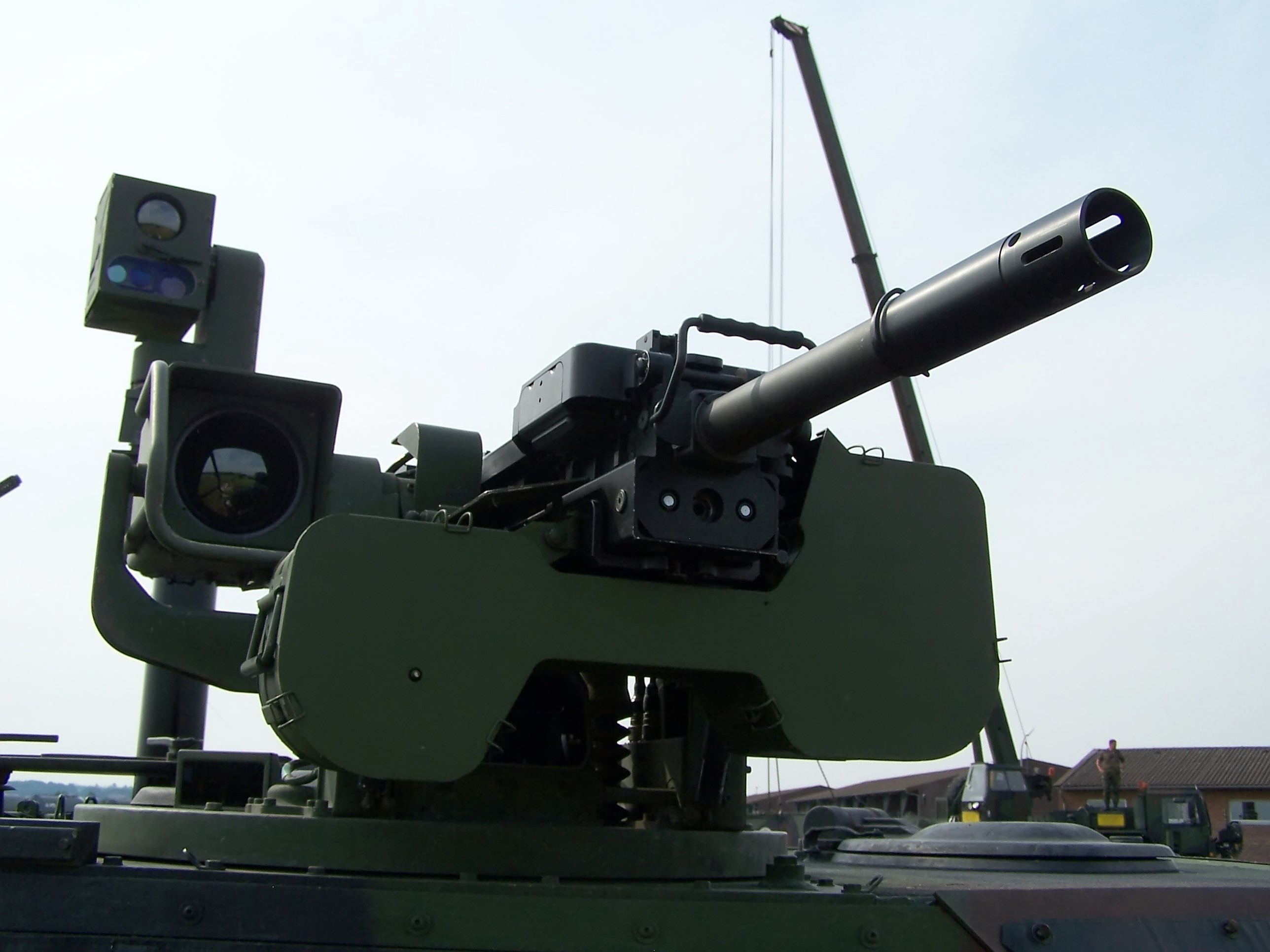
гранатомет Heckler & Koch GMG на даху Fennek
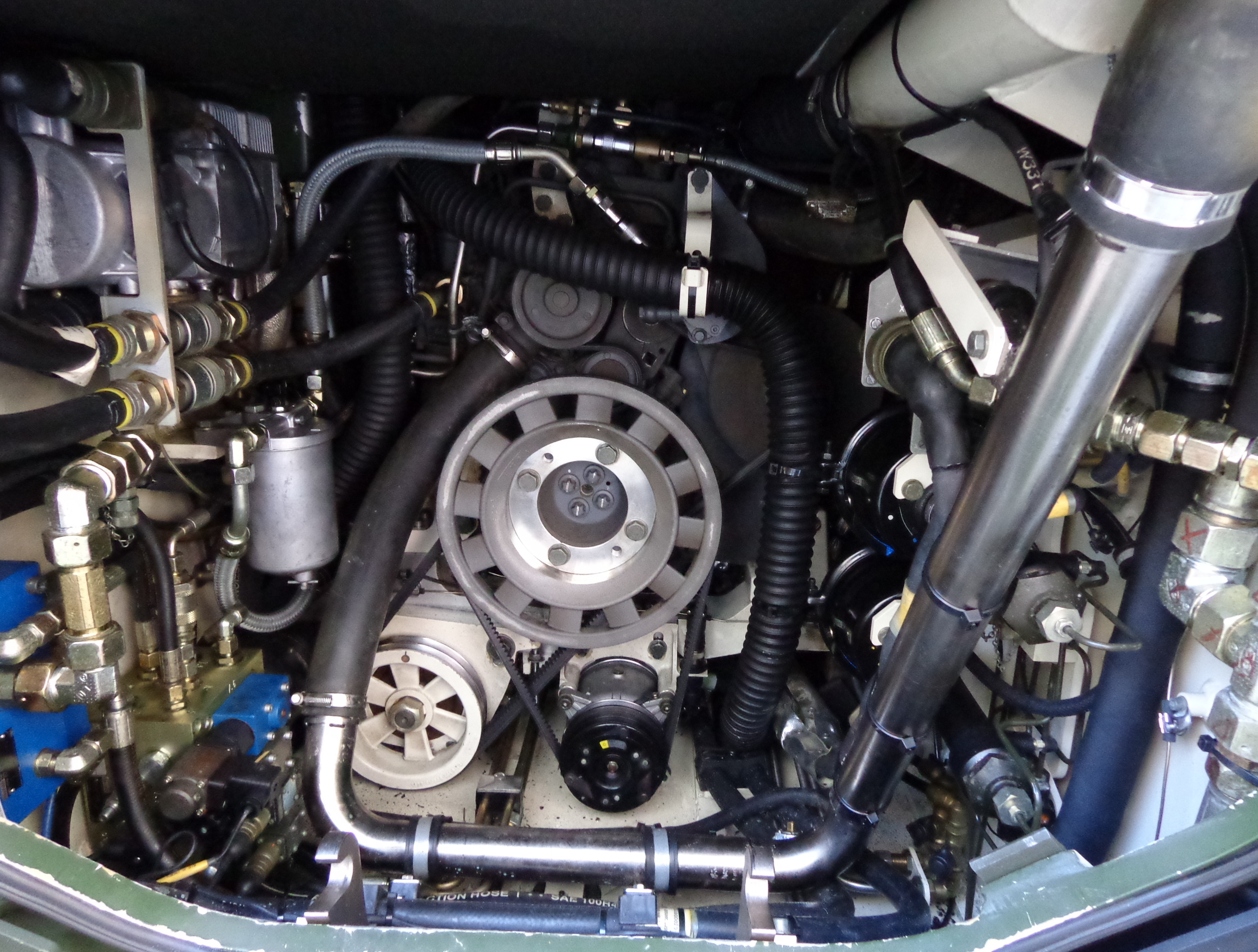
двигун на Fennek
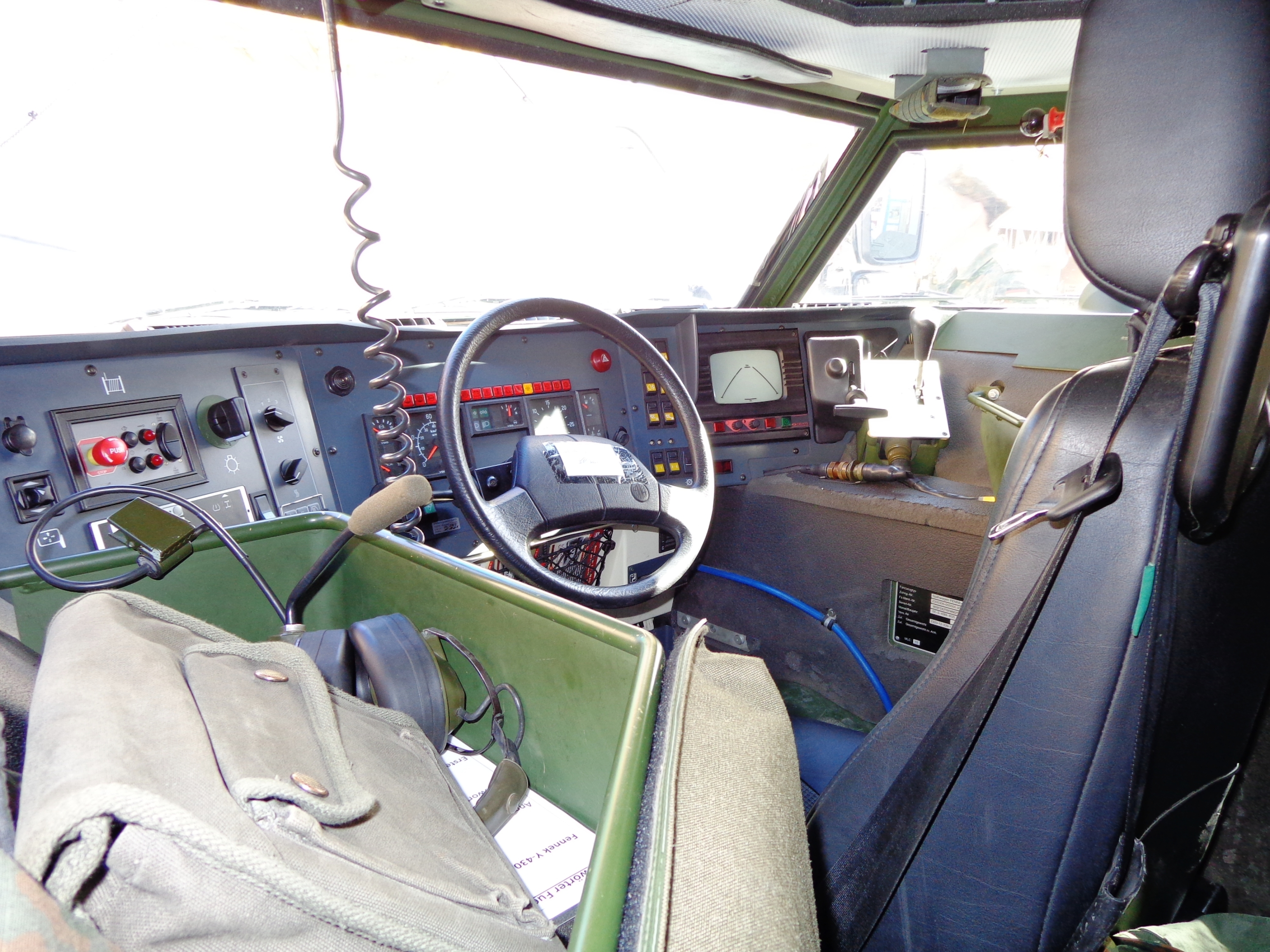
кабіна водія у Fennek
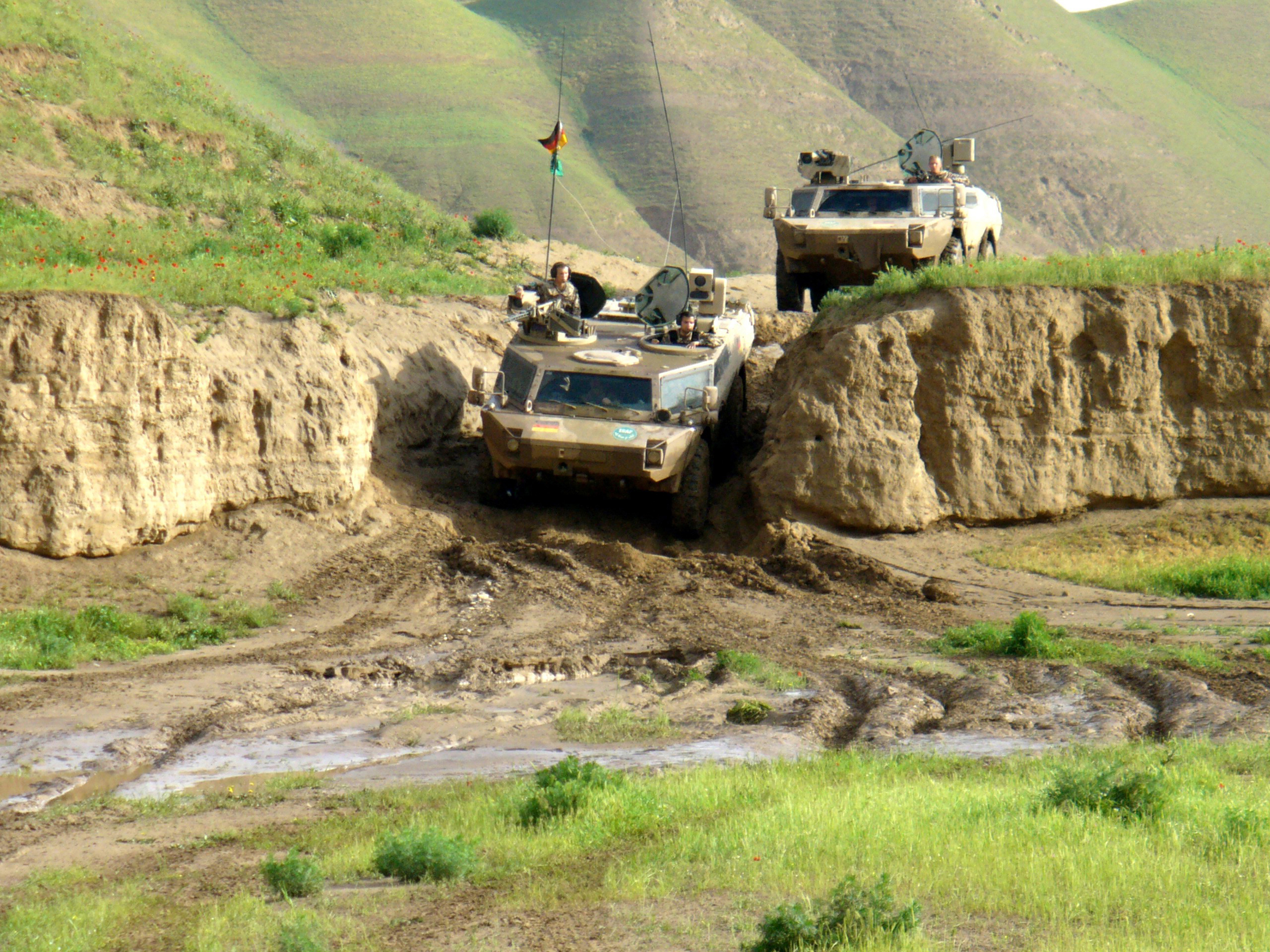
Fennek в Афганістані
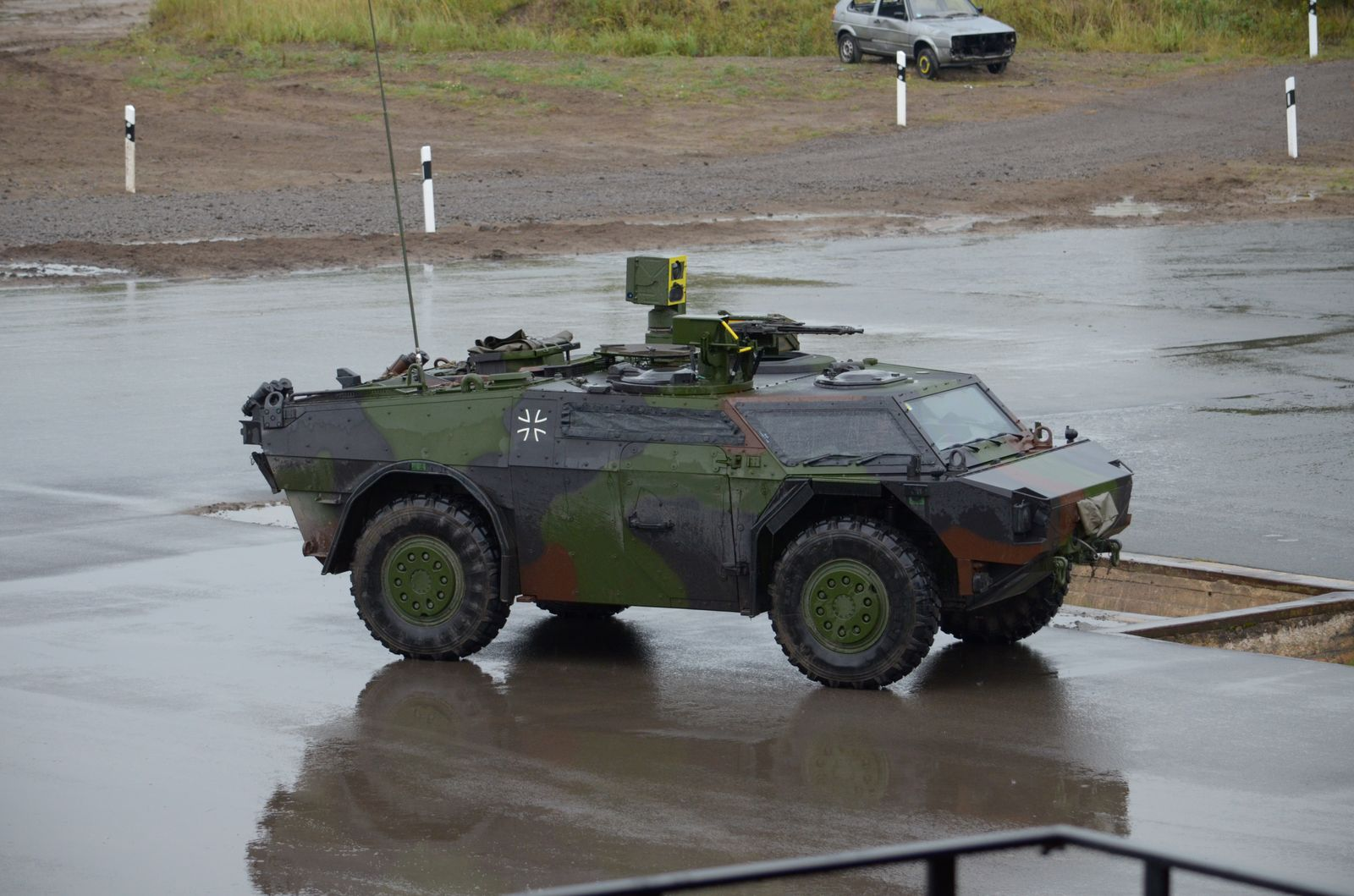
24.09.2012 - Fennek
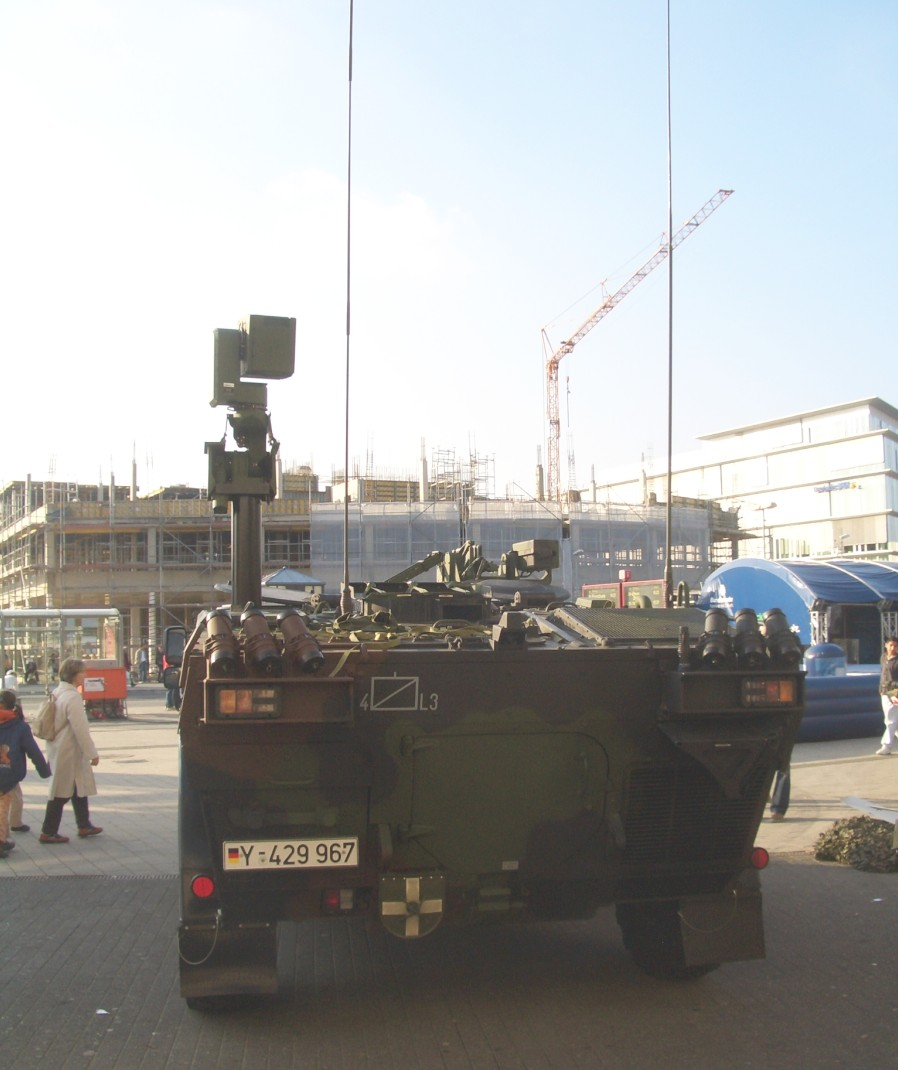
Fennek
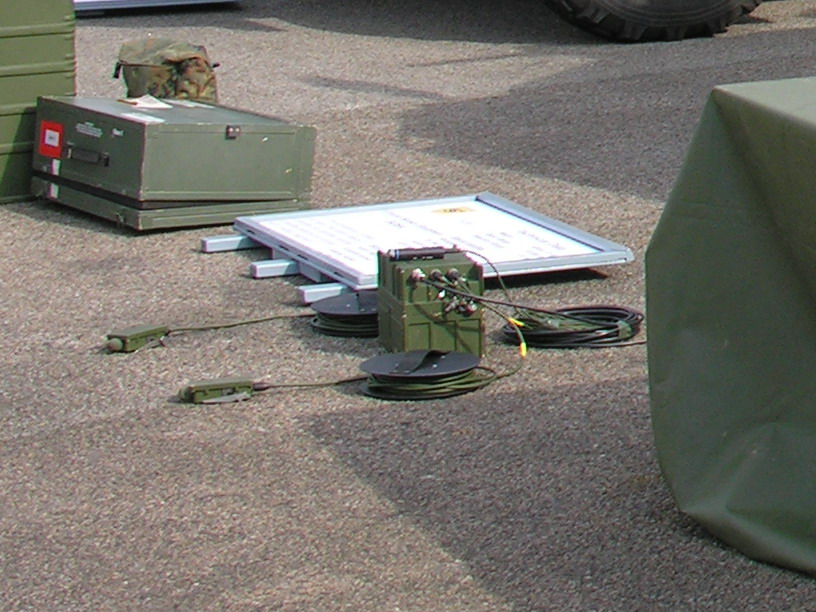
Комплект сенсорів BOSA (в центрі)
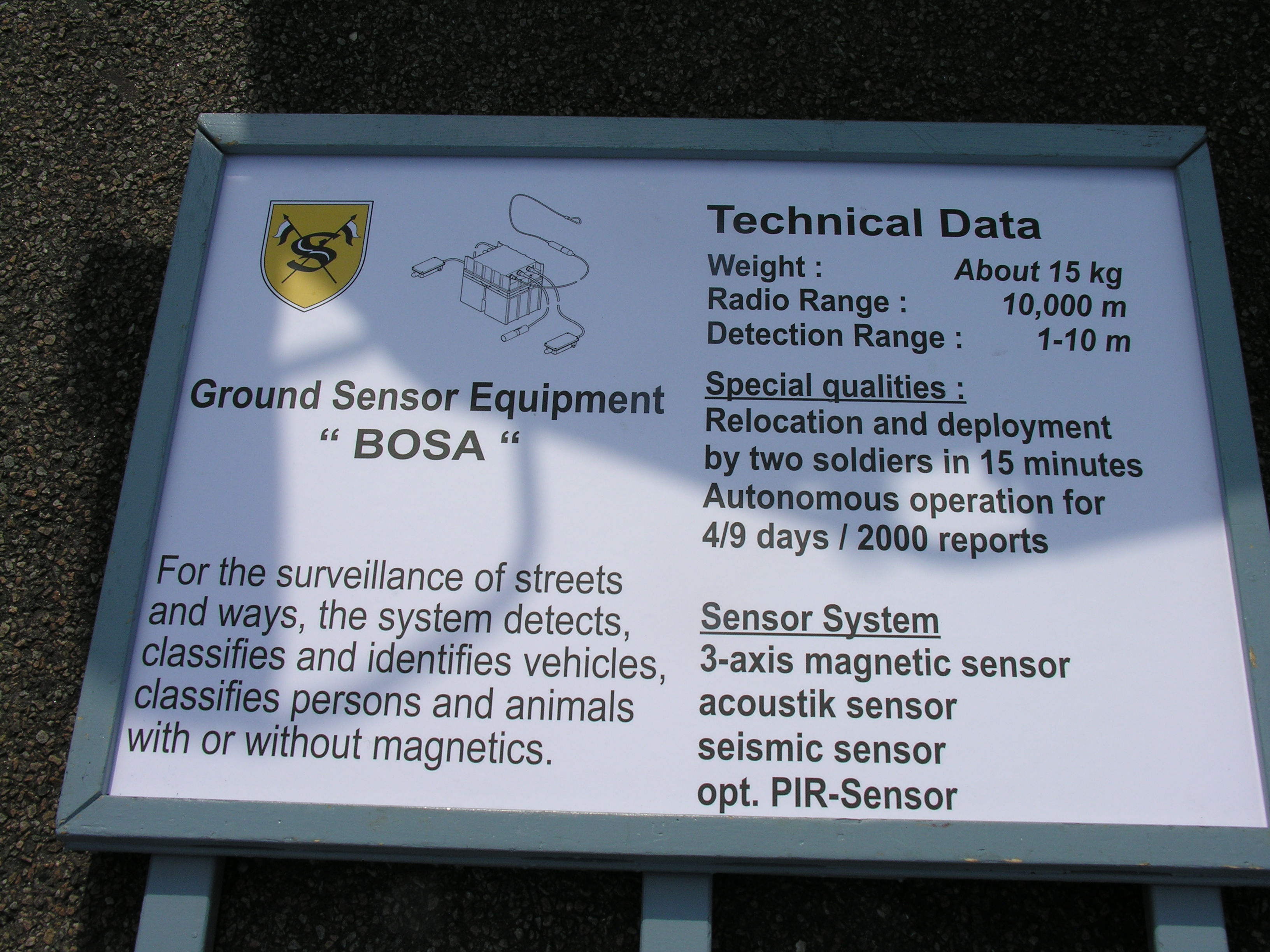
Характеристики BOSA на виставці TechDemo'08
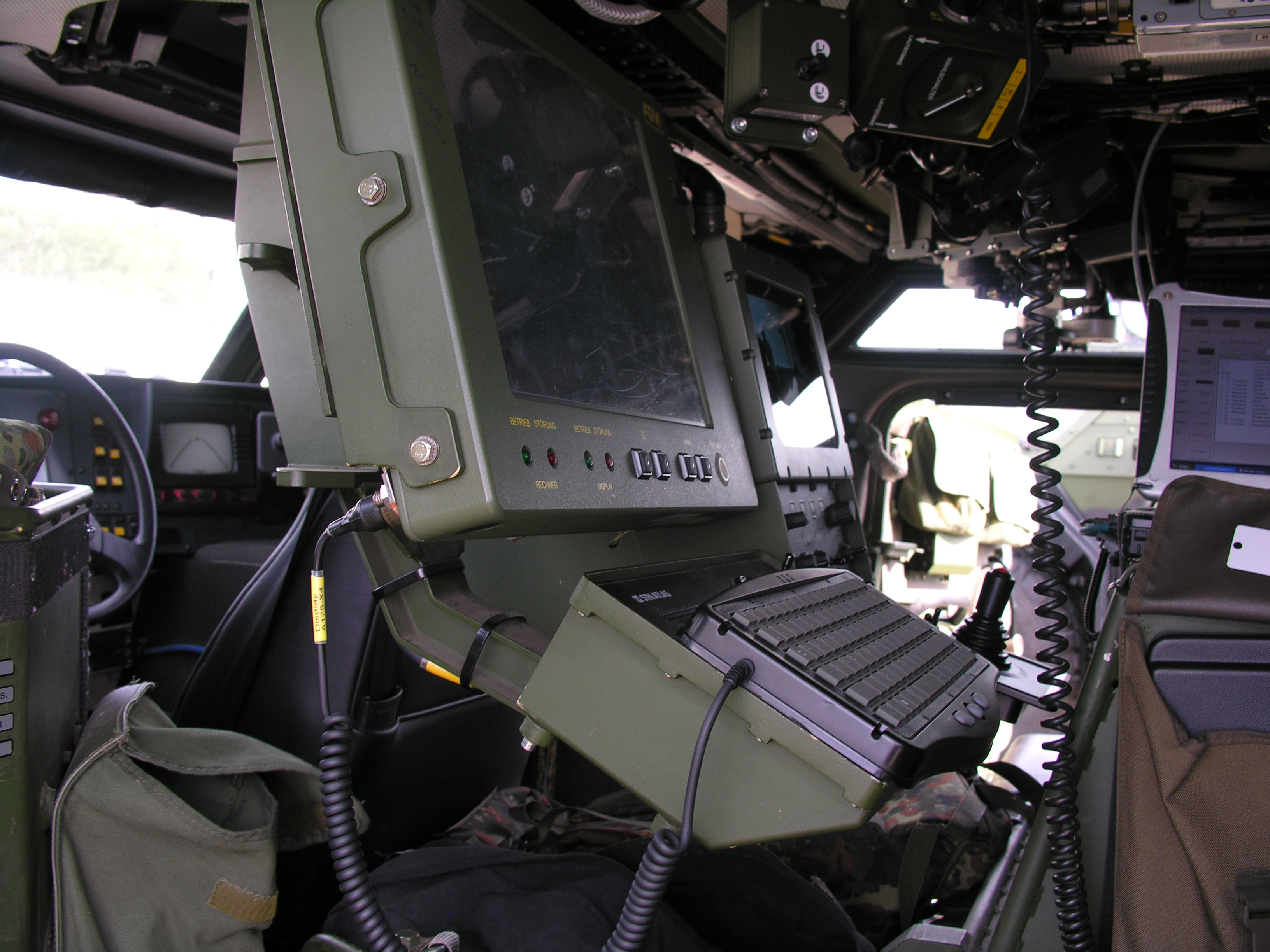
Робоче місце оператора Fennek
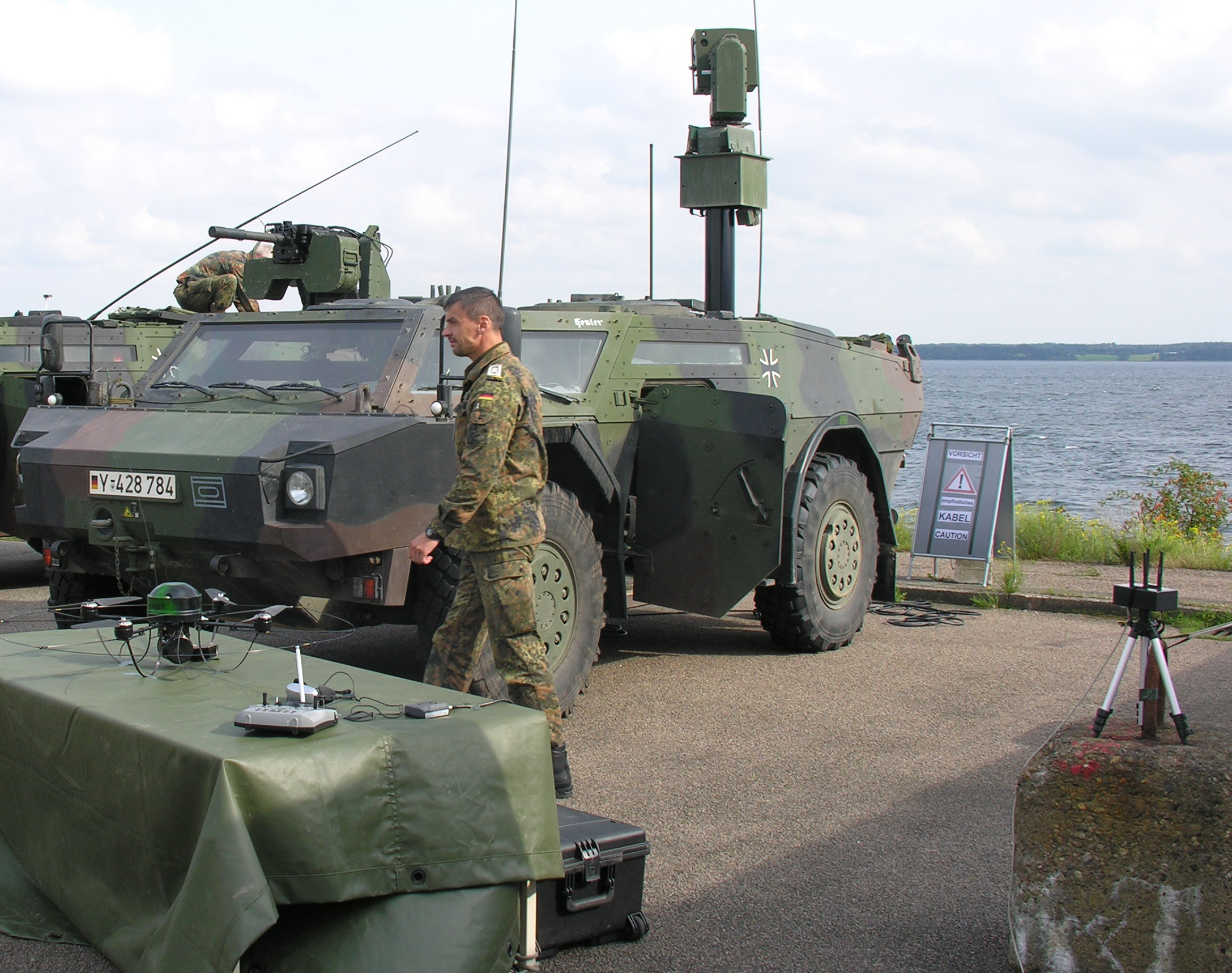
AirRobot AR 100-B як елемент оснащення Fennek (TechDemo'08)